# Mikael Samuelson
Mikael Gustaf Lennart Samuelson (født 9. marts 1951) er en svensk sanger, skuespiller og komponist.
Samuelson studerede på Kungliga Musikhögskolan i Stockholm i 1970'erne, og er et kendt ansigt i den svenske musik- og teaterbranche. I starten af sin karriere medvirkede han i teaterstykker som Tryllefløjten, Figaros bryllup, Carmen og Spillemand på en tagryg.
Som skuespiller er Mikael Samuelson bedst kendt for sin rolle som Rolf Dahlén i tv-serien Rederiet.

## Filmografi
- Spårvagn till havet (1987)
- Res aldrig på enkel biljett (1987)
- Släng din peruk! (tv-film, 1990)
- Kronbruden (tv-film, 1990)
- Rederiet (tv-serie, 1992-1993)
- Lille Ronny (tv-film, 2004)
- Min kones første elsker (2006)
- En liten tiger (kortfilm, 2006)